# جزیره مک‌کواری
جزیره مکوری  یا ماکا در گوشه جنوبی اقیانوس آرام، میان نیوزیلند و قطب جنوب، در ۵۴ درجه ۳۰جنوبی و ۱۵۸ درجه ۵۷شرقی واقع شده‌است  .
این جزیره از نظر سیاسی تا سال ۱۹۰۰ قسمتی از ایالت استرالیایی تاسمانیا محسوب می‌شد و از سال ۱۹۷۸ بخشی از کشور تاسمانیا شد . در سال ۱۹۹۷ به عنوان منطقه‌ای از میراث جهانی معرفی گشت .
تا سال ۱۹۹۳ زمانی که شهرداری اسپرنس با شهرداری دره هون ادغام شد، جزئی از شهرداری اسپرنس بود . از نظر محیط زیستی، بخشی از جزایر توندرای ساب آنتارکتیک در استرالیا و نیوزیلند می‌باشد . پس از سال ۱۹۴۸، بخش قطبی استرالیا (ADD) ( گروه پشتیبانی، محیط زیست، آب، جمعیت و ارتباطات ) پایگاهی دائمی را در تنگه‌ای واقع در انتهای جزیره و پای تپه‌های وایرلس (به انگلیسی: Wireless Hill) ایجاد کردند ـ پایگاه جزیره مکوری
در طول سال، جمعیت پایه و ساکنان جزیره از ۲۰ تا ۴۰ نفر در تغییر است .

## نگارخانه

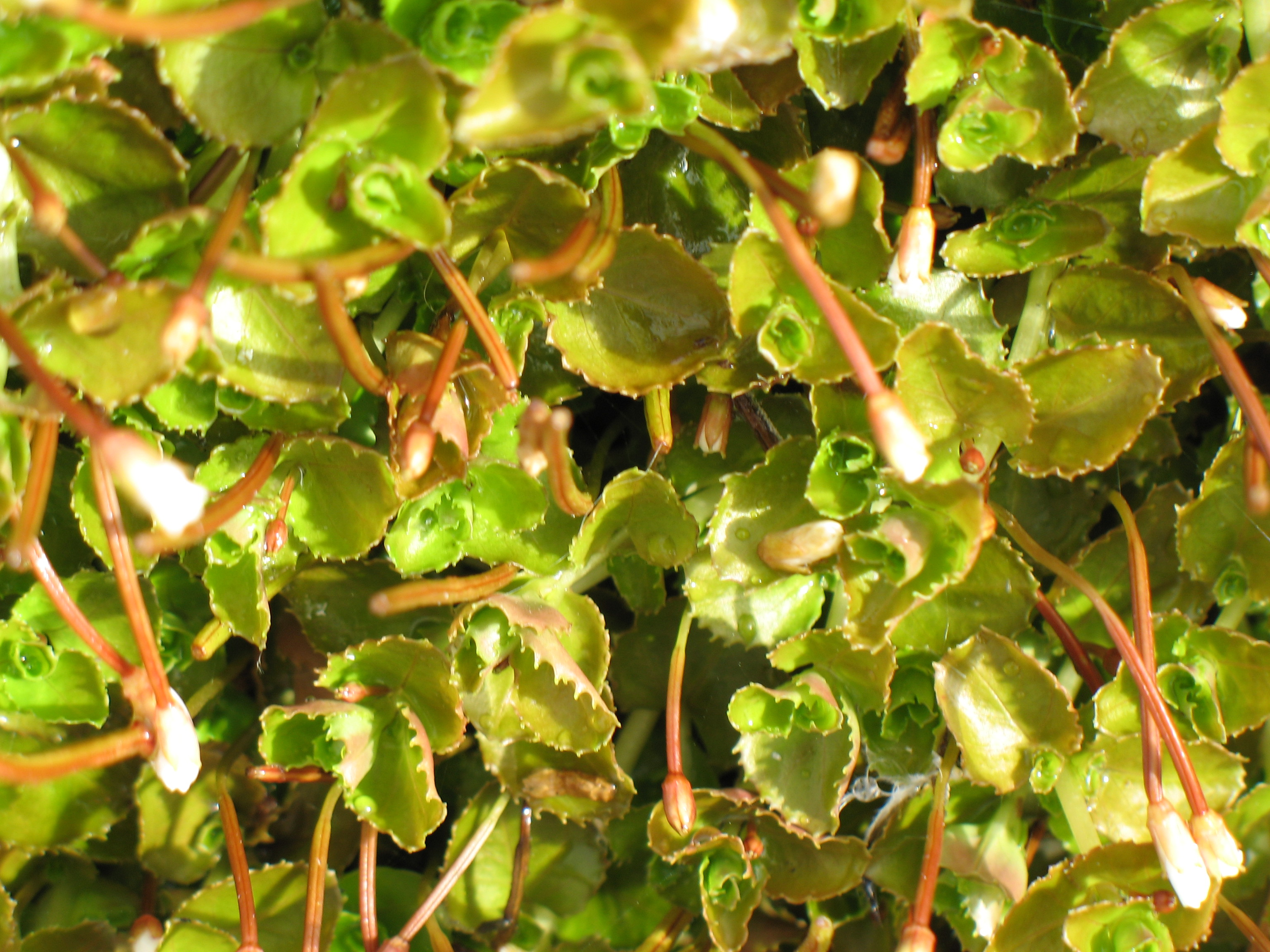
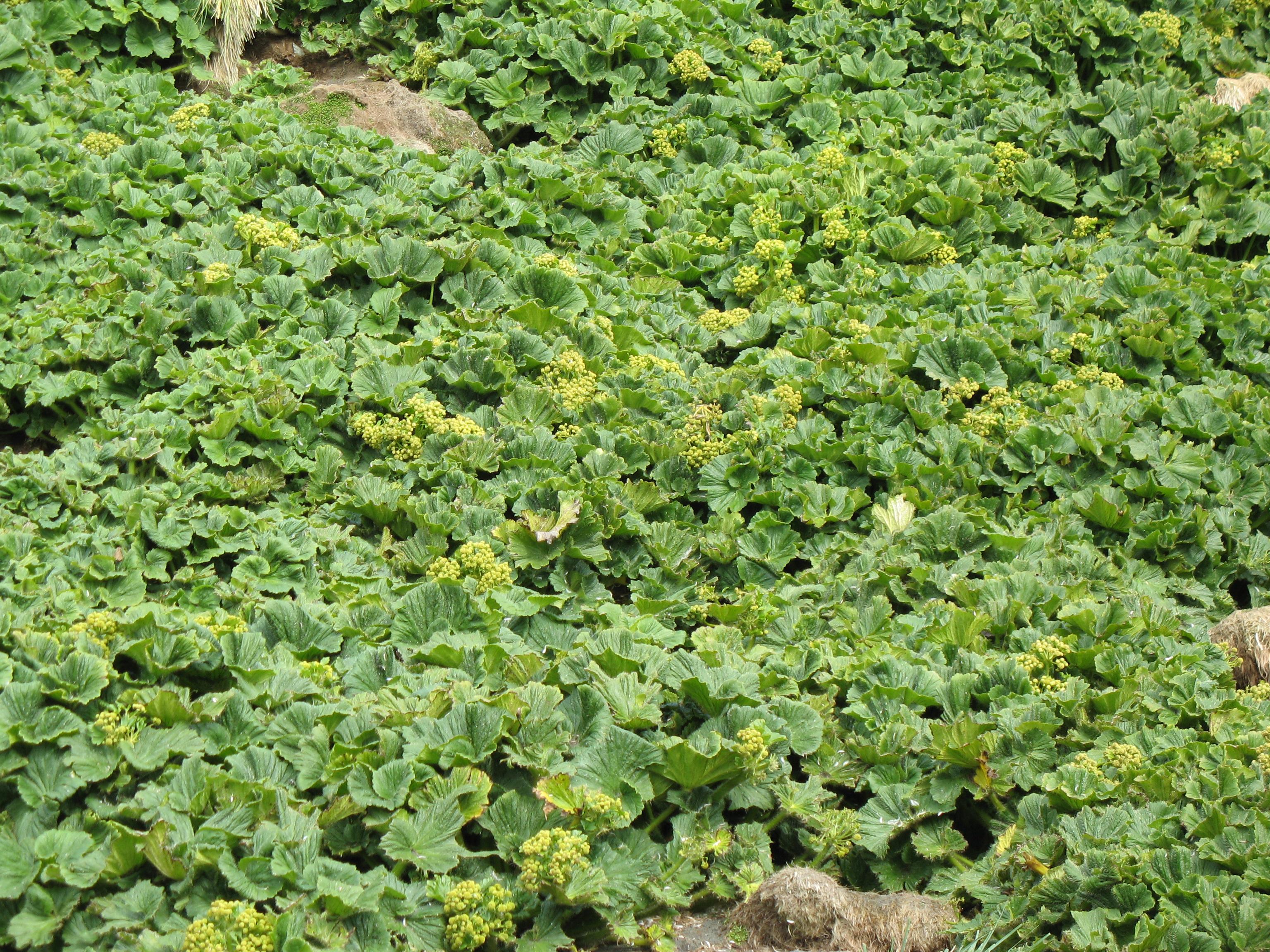
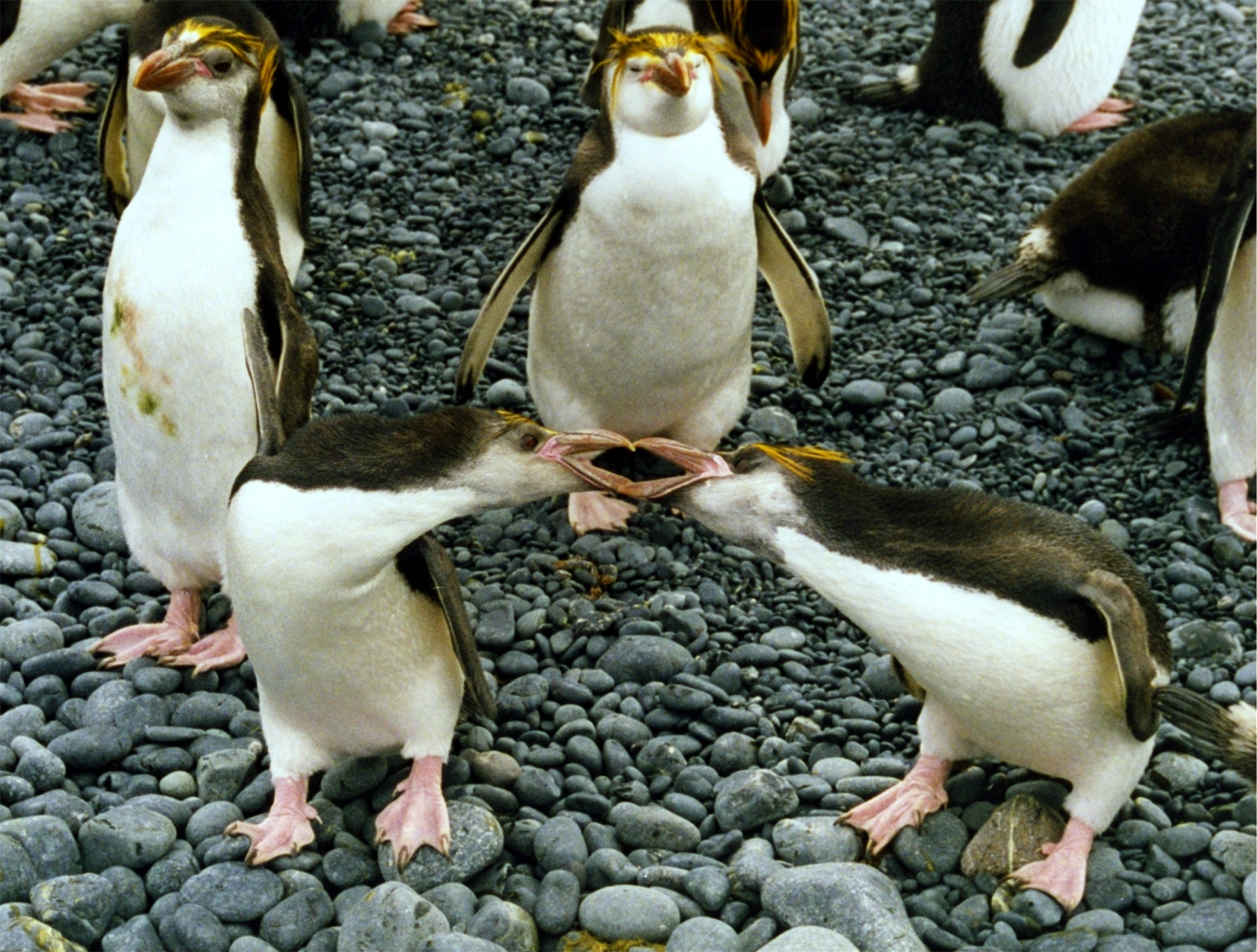
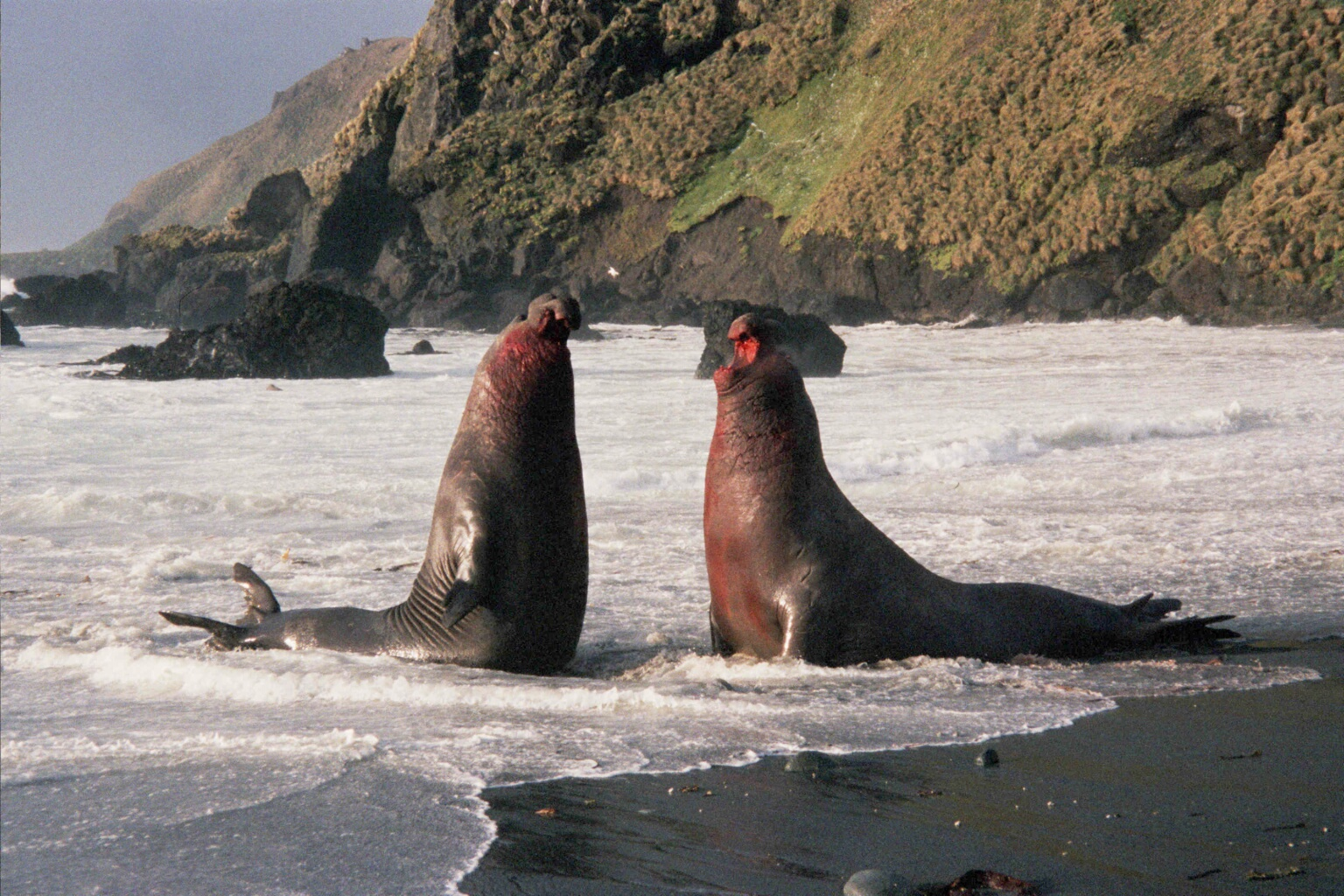
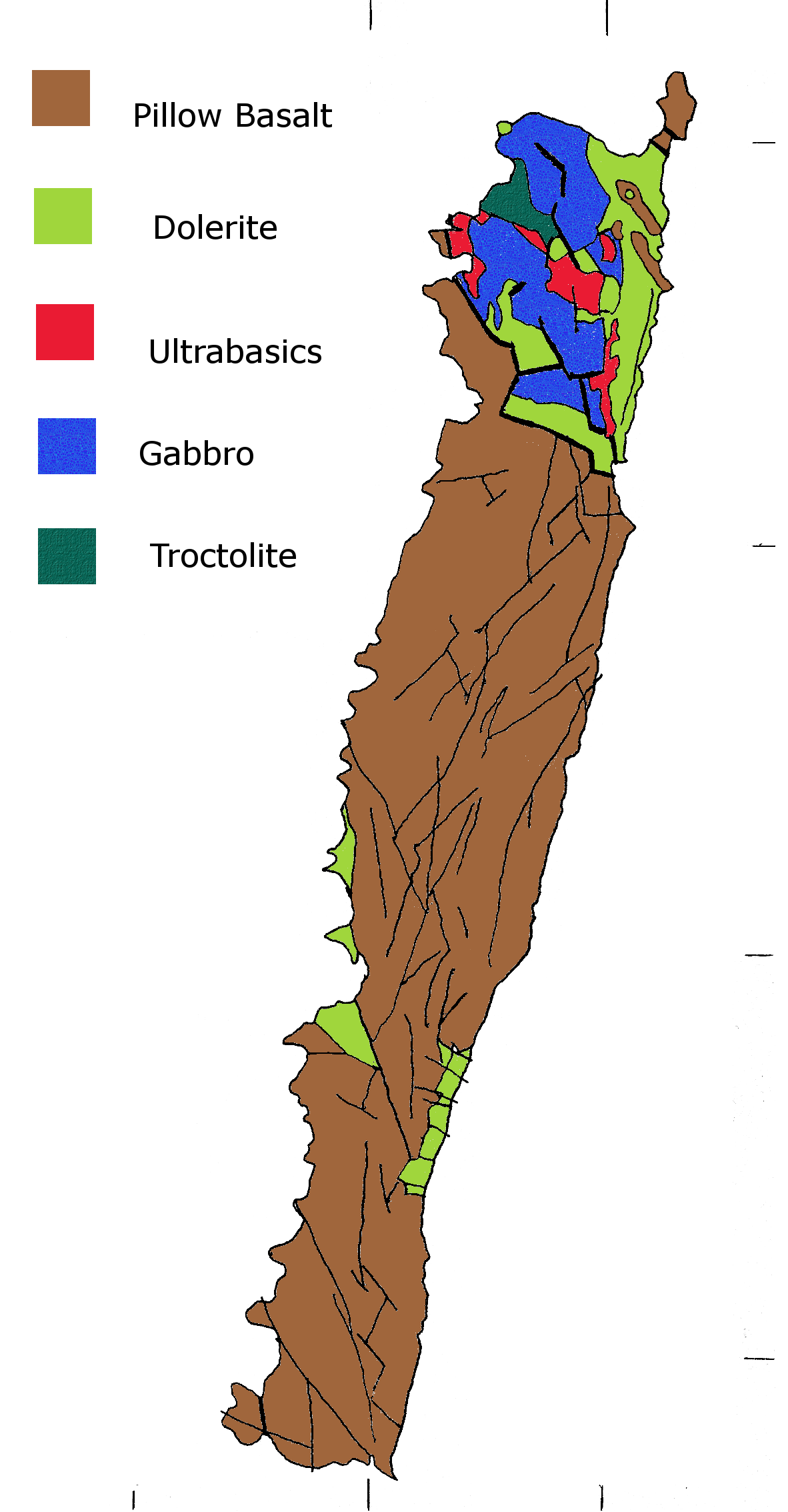
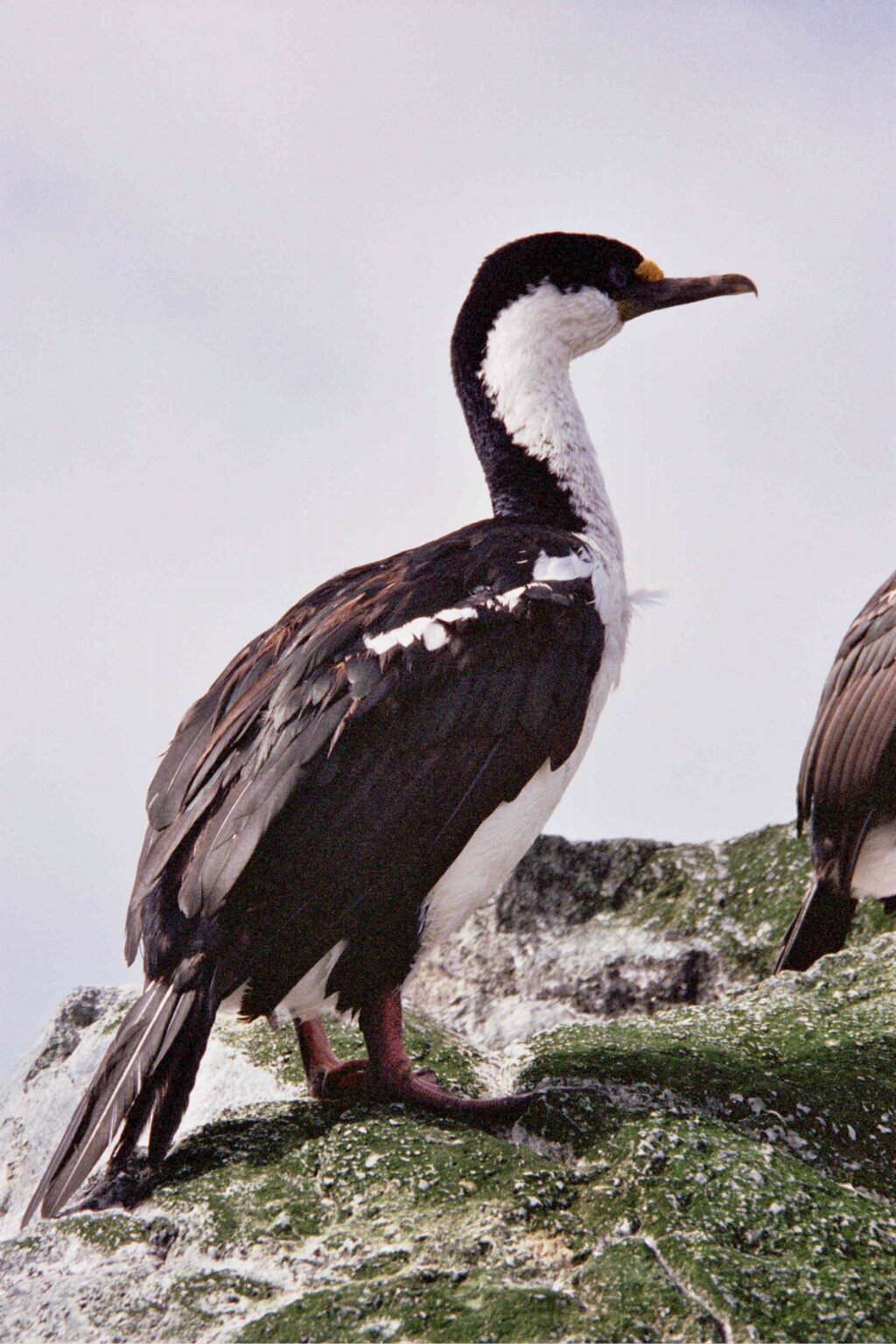
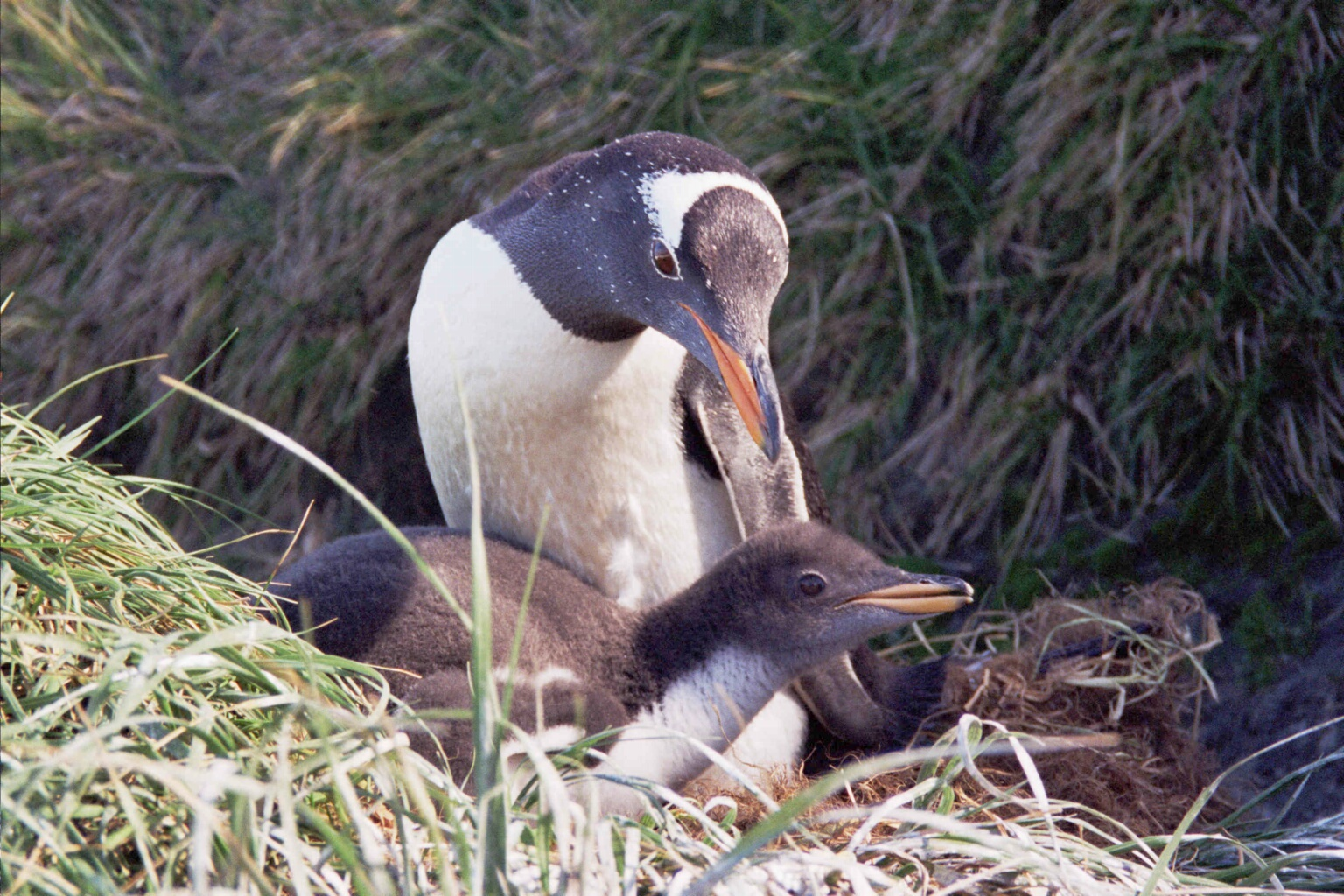
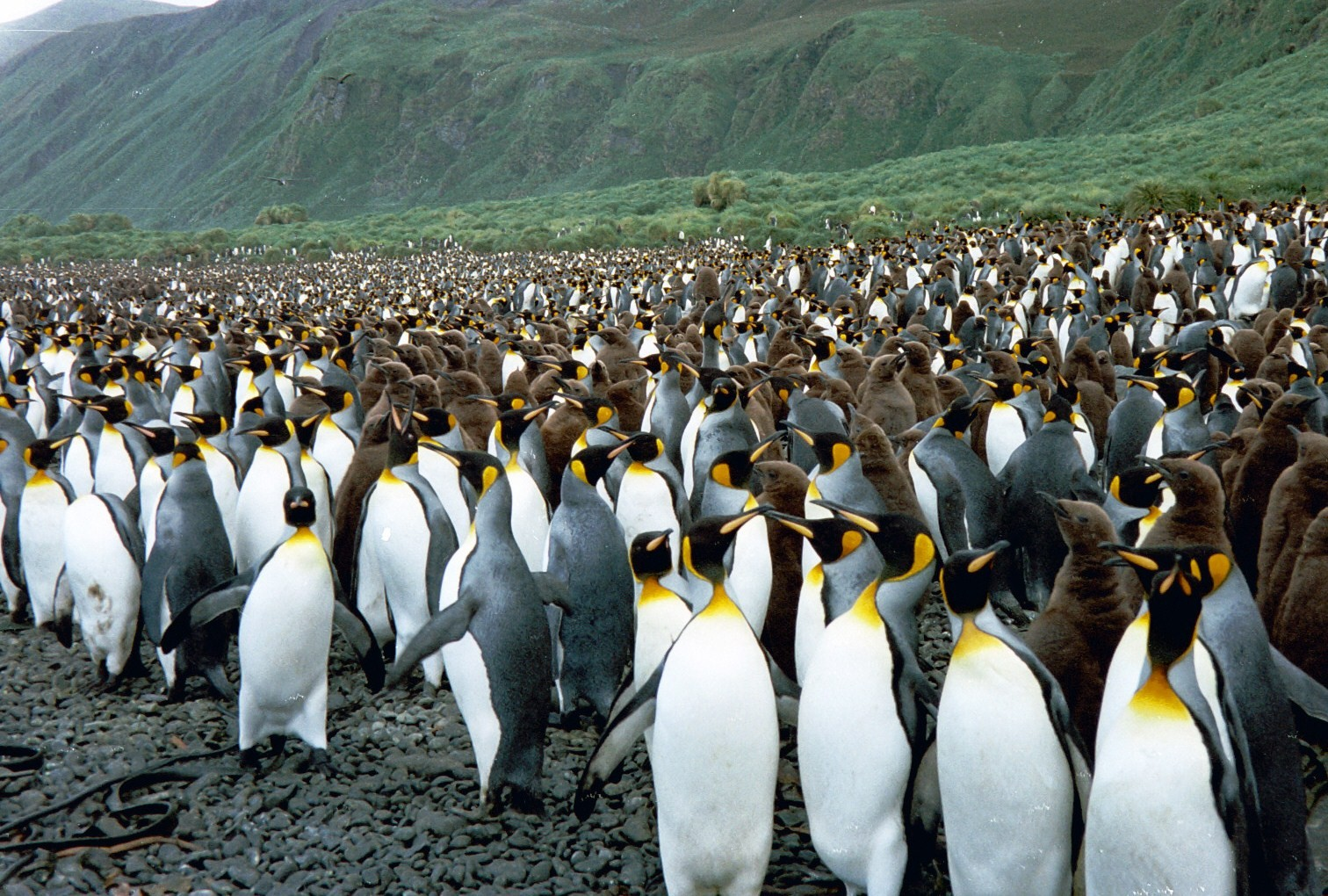
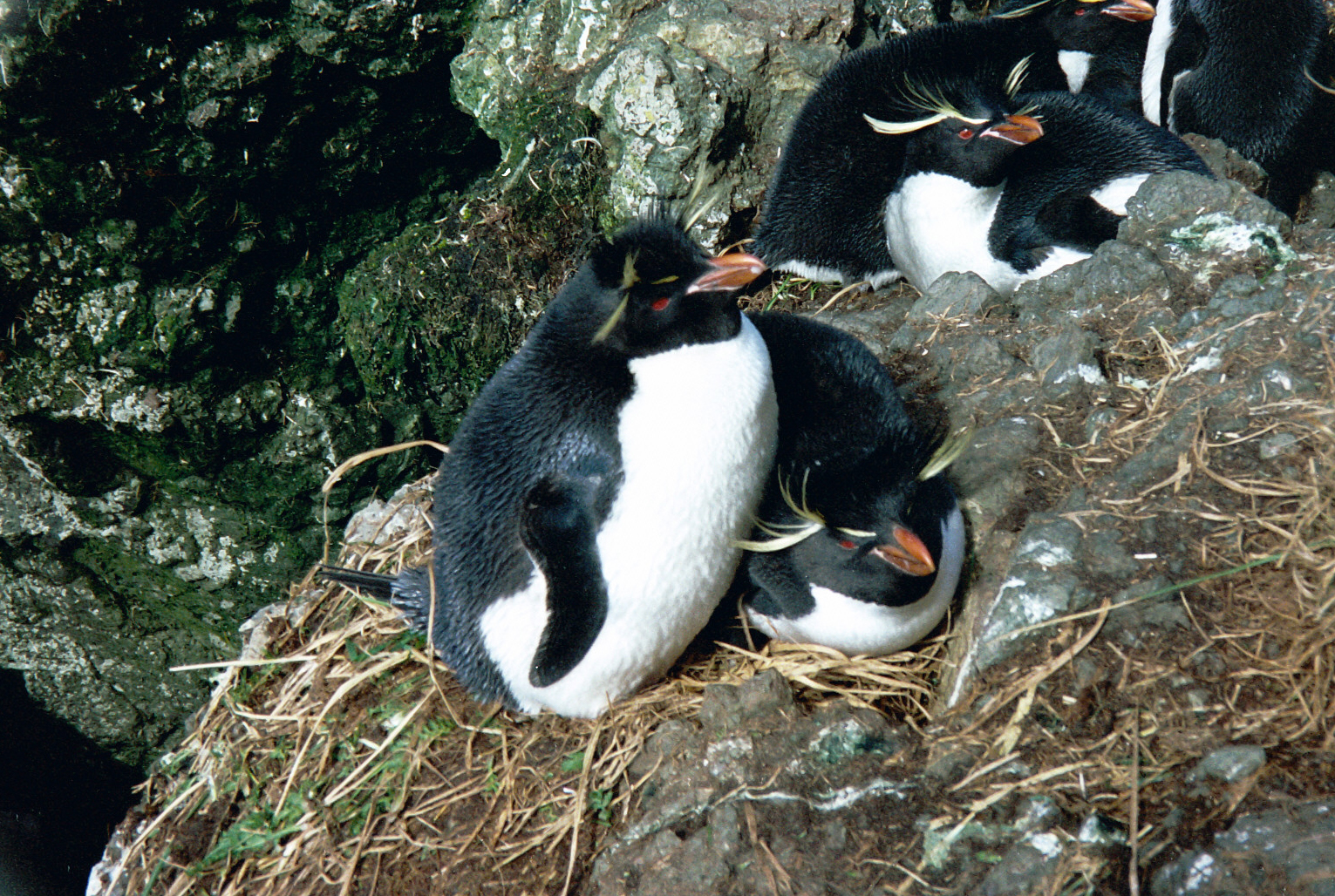
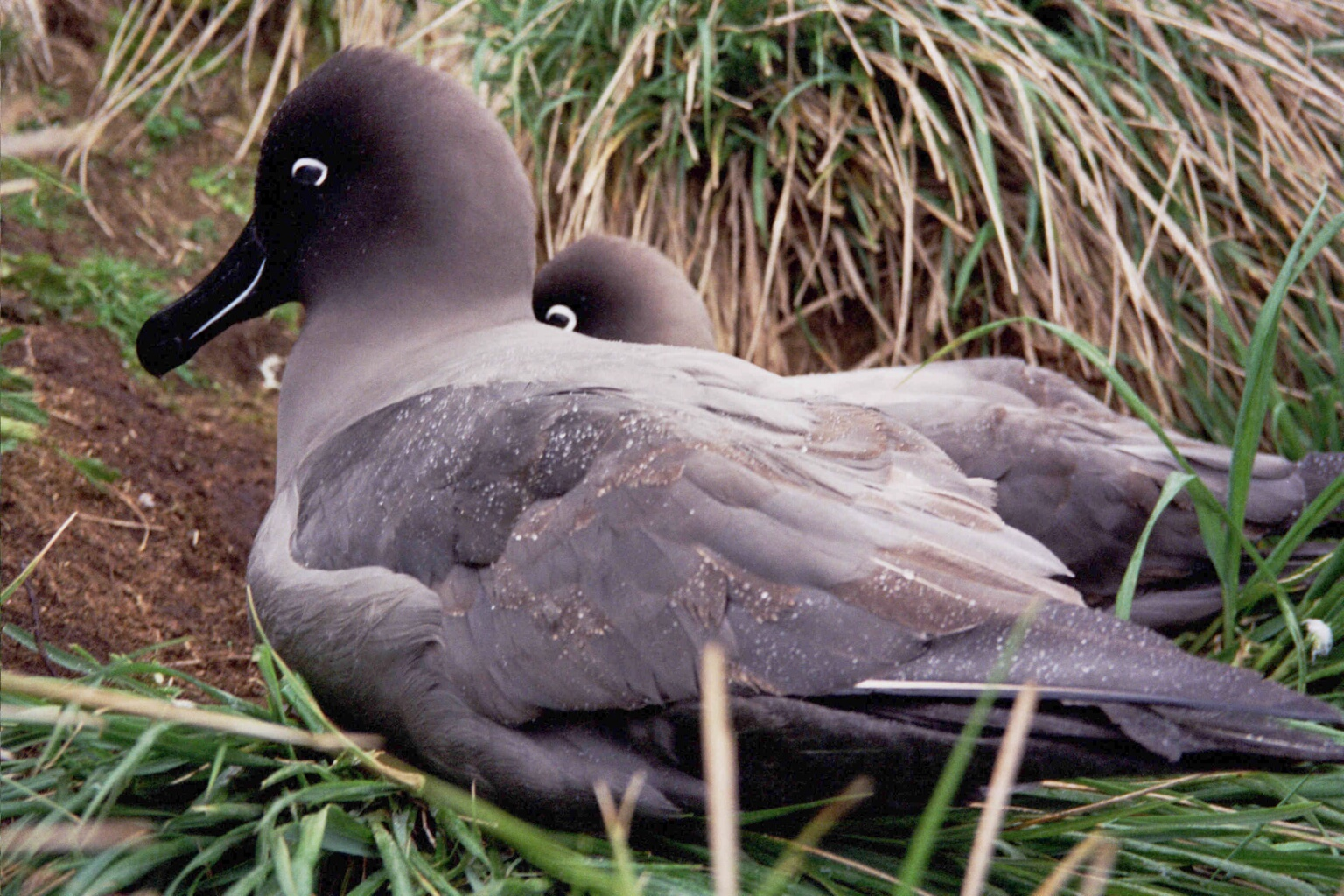
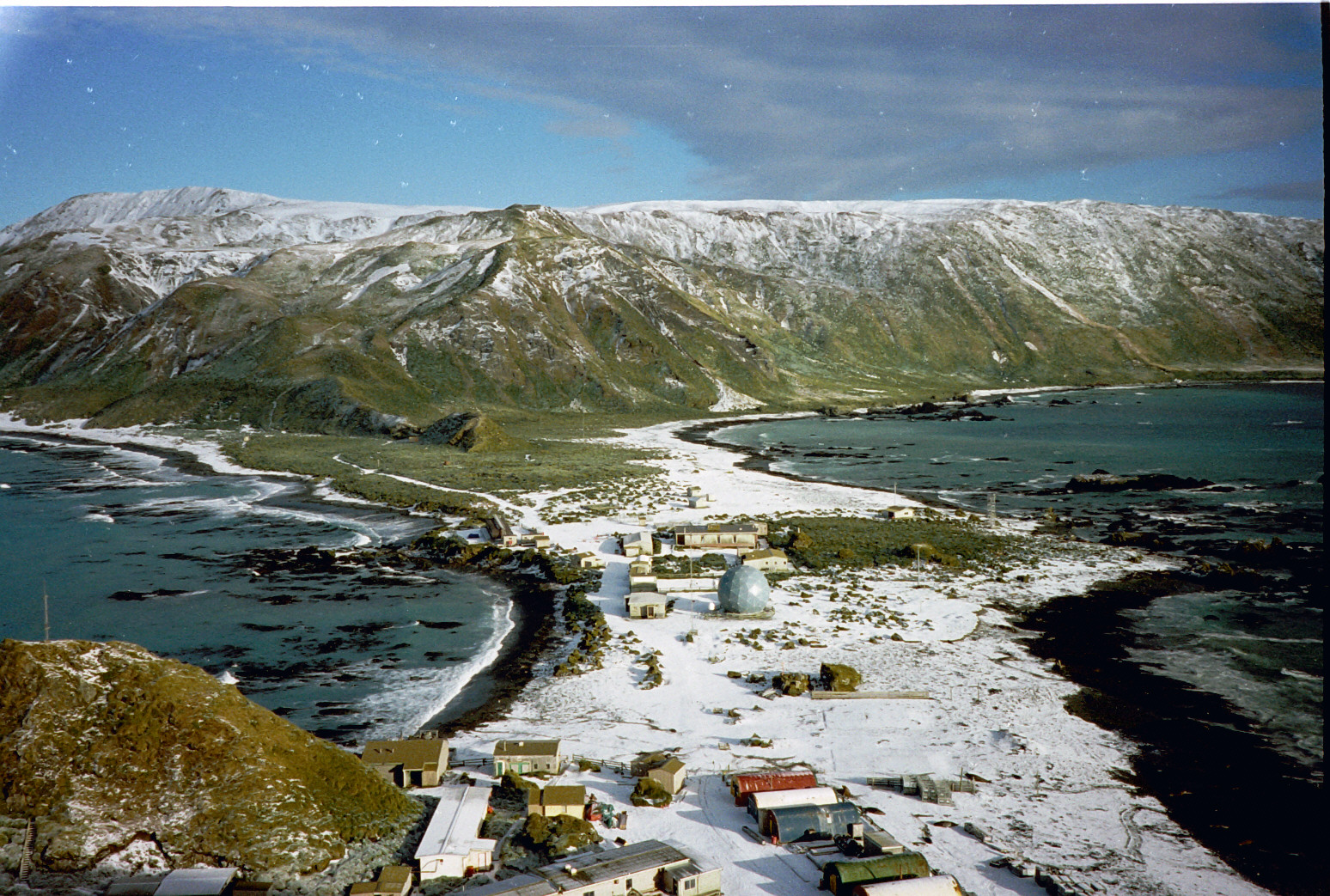
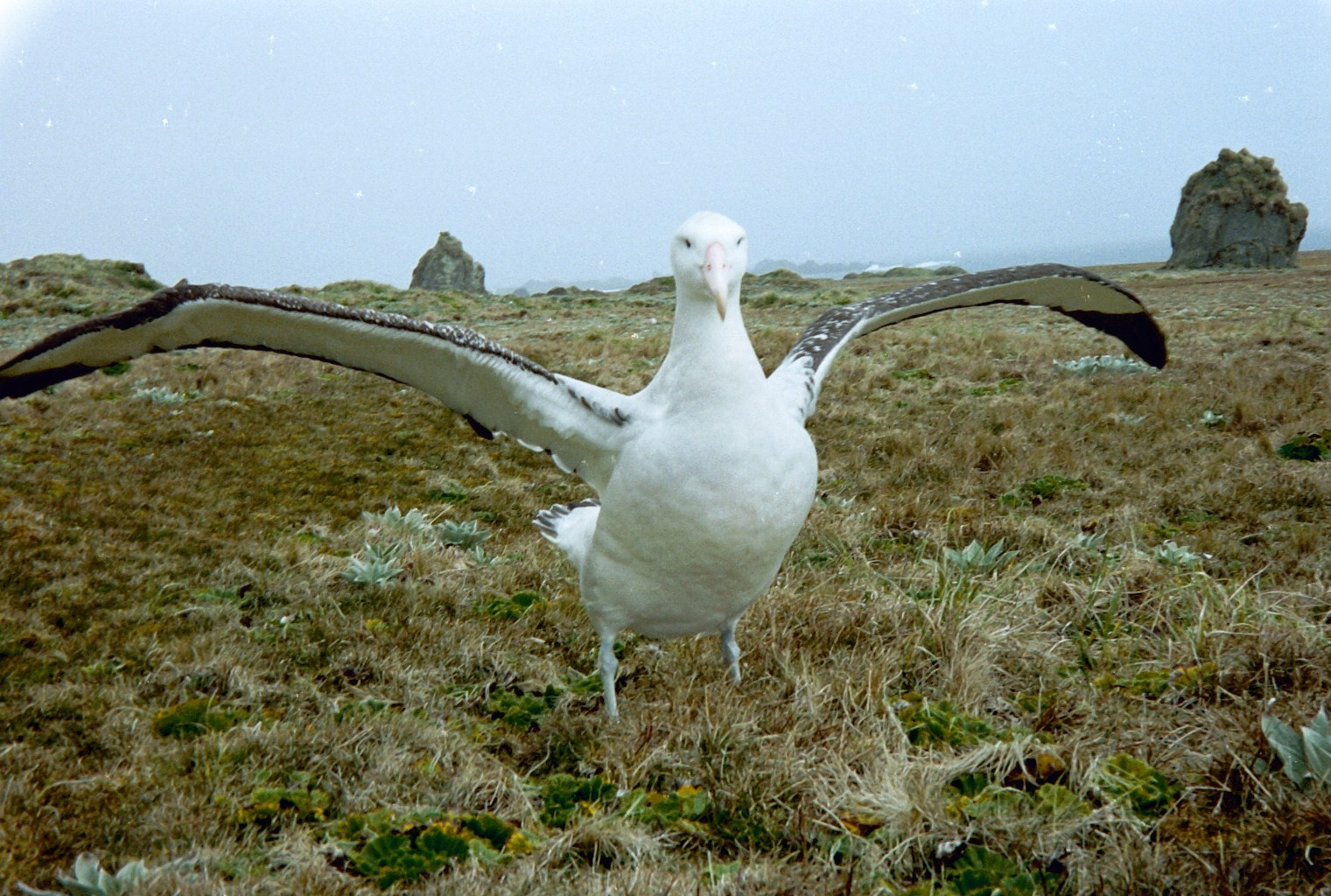
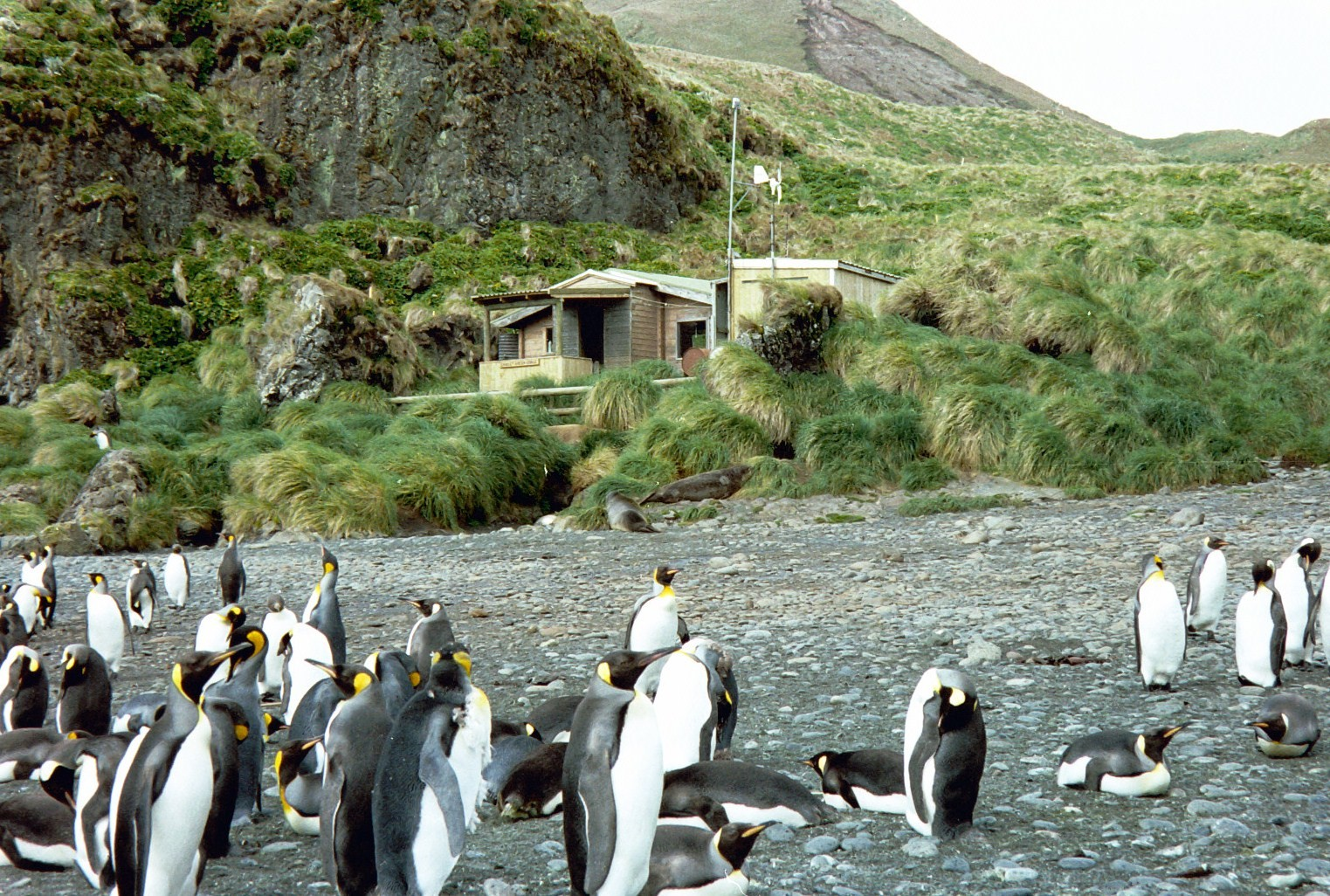